# Jean Ladeuich
Pas d'image ? Cliquez ici

a Compétitions nationales et continentales officielles uniquement.

Jean Ladeuich, né le 21 février 1912 à Mendionde et mort le 16 octobre 1977 à Bayonne, est un joueur français de rugby à XV et de rugby à XIII évoluant au poste de  troisième ligne centre en XV et deuxième ligne en XIII de dans les années 1930.
Sa carrière sportive est composée de deux phases. Il débute par la pratique du rugby à XV à l'Aviron bayonnais remportant notamment le Challenge Yves du Manoir en 1936. Il change de code de rugby pour du rugby à XIII et rejoint Roanne XIII de Perpignan remportant le Championnat de France en 1939 aux côtés de Jean Dauger, Max Rousié et René Arotca .

## Palmarès

### Rugby à XV
- Collectif :
  - Vainqueur du Challenge Yves du Manoir : 1936 (Bayonne).

#### Statistiques en club
| Saison    | Saison                                 | Championnat                            | Championnat                            | Coupe                                  | Coupe                                  |
| Saison    | Saison                                 | Compétition                            | Class.                                 | Comp.                                  | Class.                                 |
| --------- | -------------------------------------- | -------------------------------------- | -------------------------------------- | -------------------------------------- | -------------------------------------- |
| 1932-1933 | Aviron bayonnais                       | Championnat de France                  | 1/2 finale                             |                                        |                                        |
| 1933-1934 | Championnat de France                  | Champion                               | Challenge Yves du Manoir               | 3e (poule B)                           |                                        |
| 1934-1935 | Championnat de France                  | 1/4 finale                             | Challenge Yves du Manoir               | 2e (poule A)                           |                                        |
| 1935-1936 | Championnat de France                  | 1/2 finale                             | Challenge Yves du Manoir               | Vainqueur                              |                                        |
| 1936-1937 | Championnat de France                  | 1/8 finale                             | Challenge Yves du Manoir               | 3e (poule A)                           |                                        |
| 1937-1938 | Championnat de France                  | 1/8 finale                             | Challenge Yves du Manoir               | 4e (poule A)                           |                                        |
| 1938-1939 | Passage au rugby à XIII au R.C. Roanne | Passage au rugby à XIII au R.C. Roanne | Passage au rugby à XIII au R.C. Roanne | Passage au rugby à XIII au R.C. Roanne | Passage au rugby à XIII au R.C. Roanne |

### Rugby à XIII
- Collectif :
  - Vainqueur du Championnat de France : 1939 (Roanne).

#### Statistiques en club
| Saison    | Saison    | Championnat           | Championnat | Coupe           | Coupe      |
| Saison    | Saison    | Comp.                 | Class.      | Comp.           | Class.     |
| --------- | --------- | --------------------- | ----------- | --------------- | ---------- |
| 1938-1939 | RC Roanne | Championnat de France | Champion    | Coupe de France | 1/4 finale |